# Раунделл Палмер, 3-й граф Селборн
Раунделл Сесил Палмер, 3-й граф Селборн (англ. Roundell Palmer, 3rd Earl of Selborne; 15 апреля 1887 — 3 сентября 1971) — британский пэр, администратор, офицер разведки, консервативный политик. Он носил титул учтивости — виконт Уолмер с 1895 по 1941 год.

## Происхождение и образование
Родился 15 апреля 1887 года в Вестминстере. Старший сын Уильяма Палмера, 2-го графа Селборна (1859—1942) и его жены, леди Мод Сесил (1858—1950), дочери Роберта Сесила, 3-го маркиза Солсбери. Он получил образование в Винчестерском колледже и окончил Университетский колледж Оксфорда в 1909 году. Он был двоюродным братом Роберта Гаскойна-Сесила, 5-го маркиза Солсбери.

## Политическая карьера
Несколько месяцев спустя, на парламентских выборах в декабре 1910 года, лорд Уолмер вошёл в парламент в качестве члена парламента (МП) от округа Ньютон в Ланкашире. Он был парламентским личным секретарём своего дяди, парламентского заместителя государственного секретаря по иностранным делам, лорда Роберта Сесила в 1916 году и помощником директора Департамента военной торговли с 1916 по 1918 год. На парламентских выборах 1918 года он не баллотировался в Ньютоне. (который выиграл политик Лейбористской партии Роберт Янг), но в том же году был избран в недавно сформированный избирательный округ Олдершота. С 1922 по 1924 год он был парламентским секретарём Совета по торговле и помощником генерального почтмейстера с 1924 по 1929 год.
В ноябре 1940 года лорд Уолмер отказался от своего места в Палате общин и в январе 1941 года был призван в Палату лордов баронства своего отца Селборна. Он был директором цементного завода Министерства труда с 1940 по 1942 год.
В 1942 году он унаследовал графство своего отца, и его последним политическим постом был пост министра экономической войны с 1942 по 1945 год. Это поставило его во главе Управления специальных операций (SOE), которое проводило тайные диверсионные операции в оккупированной Европе. Его политикой было поддерживать четников в Югославии, несмотря на многочисленные данные разведки, которые предполагали, что они были в союзе с немцами. Он был ответственен за задержку поддержки партизан Тито на 12 месяцев, и когда Фицрою Маклину было приказано отправиться в Каир с целью установления контакта с Тито, он сделал все возможное, чтобы сорвать миссию.
После войны он стал членом Ордена кавалеров Почёта, а в 1948 году был магистром компании Мерсеров, затем председателем Национального провинциального банка с 1951 по 1953 год и заместителем председателя Boots с 1951 по 1964 год.

## Семья
9 июня 1910 года Раунделл Палмер женился первым браком на достопочтенной Грейс Ридли (1889 — 22 сентября 1959), третьей дочери Мэтью Уайта Ридли, 1-го виконта Ридли. У них было шестеро выживших детей:
- Леди Энн Беатрис Мэри Палмер (26 марта 1911 — 31 марта 2002), вышла замуж за преподобного Джона Брюиса.
- Уильям Мэтью Палмер, виконт Уолмер (27 мая 1912 — 2 октября 1942), женился на Присцилле Эгертон-Уорбертон.
- Леди Лаура Мэри Палмер (29 августа 1915 — 9 мая 1999), вышла замуж за Сирила Исто, епископа Питерборо.
- Достопочтенный Роберт Джоселин Палмер (9 января 1919 — 30 ноября 1991), женился на Энн Палмер, 11-й баронессе Лукас.
- Леди Мэри София Палмер (6 сентября 1920 — 17 августа 2001), жена достопочтенного Энтони Стрейчи, сына Мориса Таунли-О’Хагана, 3-го барона О’Хагана.
- Достопочтенный Эдвард Раунделл Палмер (10 апреля 1926 — 1 августа 1974), женился на Джоанне Бэкон, дочери сэра Эдмунда Бэкона, 13-го баронета.

Жена лорда Селборна умерла в 1959 году, и 3 марта 1966 года он женился на Валери Беван, урождённой де Томкахаза (? — 5 декабря 1968), дочери венгерского политика. Его старший сын, майор Уильям Уолмер, был убит 2 октября 1942 года шальным артиллерийским снарядом во время армейских учений в Саут-Даунс.
После смерти Палмера в 1971 году в Олтоне, Хэмпшир, в возрасте 84 лет, ему наследовал его внук Джон.